# Bataille de Beaulieu-sous-la-Roche (1795)
Pour les articles homonymes, voir Bataille de Beaulieu-sous-la-Roche.
Guerre de Vendée
Batailles
La bataille de Beaulieu-sous-la-Roche se déroule le 27 juin 1795 lors de la guerre de Vendée. Elle s'achève par la victoire des Vendéens qui tendent une embuscade contre une convoi républicain.

## Forces en présence
Le général François Athanase Charette de La Contrie ne participe pas à l'attaque. Celle-ci est menée par son frère, Louis Marin Charette de La Contrie, chef de la division des Sables-d'Olonne, et par Louis Guérin, chef de la division du Pays de Retz.
Selon les rapports républicains, le convoi est défendu par une escorte de 300 à 400 soldats. 

## Déroulement
Le 27 juin 1795, près de Beaulieu-sous-la-Roche, les Vendéens tendent une embuscade à un convoi républicain parti des Sables-d'Olonne et en route pour Palluau,. Les républicains se retrouvent encerclés : les éclaireurs et la tête de la colonne sont attaqués par les hommes de Guérin, tandis que la queue de la colonne est assaillie par les troupes de Louis Marin Charette. 
Après leur succès, les Vendéens pillent les ambulances, mais ils sont surpris par l'arrivée du représentant Gaudin, parti de Palluau, avec une petite escorte,. Ils pensent à tort que la garnison de Palluau fait une sortie pour venir en aide au convoi, et battent en retraite,. Certains prisonniers républicains sont tués alors qu'ils tentent de profiter du désordre pour s'enfuir. L'escorte du représentant arrive alors sur les lieux du combat, puis poursuit sa route vers les Sables-d'Olonne sans être inquiétée,. 
Après cette embuscade, le poste de Palluau est évacué et se replie sur La Mothe-Achard,.

## Pertes
Dans ses mémoires, l'officier vendéen Lucas de La Championnière écrit que près de 300 républicains sont faits prisonniers lors du combat et que tous les autres défenseurs du convoi sont tués,. François Eriau, un combattant vendéen de 18 ans originaire de Touvois, capturé en juillet 1795, ramène pour sa part, lors de son interrogatoire par le district de Challans, le nombre des prisonniers à un peu plus de 100.
Selon le rapport au Comité de salut public rédigé le 29 juin par le représentant en mission Joseph-Marie Gaudin, seuls 12 hommes sur les 300 à 400 de l'escorte sont parvenus à regagner Les Sables. De son côté, le général Emmanuel de Grouchy, chef d'état-major de l'Armée de l'Ouest, écrit le 7 juillet dans une lettre adressée à l'adjudant-général Savary, que le bilan total des pertes des combats des Essarts et de Beaulieu est d'un peu plus de 300 hommes, dont plus de 200 prisonniers. 
Les prisonniers républicains sont conduits à Belleville-sur-Vie, où ils rejoignent ceux pris à la bataille des Essarts. Ils sont tous fusillés le 9 août, sur ordre de Charette, en représailles de l'exécution de 748 émigrés et chouans capturés lors de l'expédition de Quiberon.